# Schroll (slægt)
Landmandsslægten Schroll kom 1755 til Danmark med Johan Georg Schroll (1733-1773), der var søn af gartner på Dorndorph i Sachsen Johann Heinrich Schroll.
Johan Georg Schroll var gartner på Frederiksgave og fader til hørhegler Henning Schroll (1760-1833), hvis sønner var forpagter Johan Georg Schroll (1797-1835) — fader til general Johannes Zeuthen Schroll (1831-1916) — arvefæster, landstingsmand Gustav Frederik Schroll (1803-1863), gårdejer Ludvig Schroll (1806-1866) samt arvefæster og folketingsmand Christian Schroll (1807-1890).
Gustav Frederik Schroll var fader til landmændene Henning Georg Nicolai Schroll (1838-1915) og Gustav Frederik Gottlieb Schroll (1849-1937) — hvis datter Ragna Betty Schroll (1889-?) var gift med ingeniørofficer Knud Steenstrup Prytz (1881-1952) — samt til generalmajor Carl Adolf Schroll (1846-1919).
Ludvig Schroll var fader til gårdejer og sognerådsformand Hans Henning Schroll (1838-1906).